# بيت انعم (الحصن)

تعديل مصدري - تعديل

بيت انعم هي إحدى قرى عزلة اليمانية العليا بمديرية الحصن التابعة لمحافظة صنعاء، بلغ تعداد سكانها 773 نسمة حسب تعداد اليمن لعام 2004.